# Brosimum guianense
Brosimum guianense, conhecido popularmente como muirapinima, é uma árvore da família das moráceas. Vive nas florestas úmidas e possui madeira extremamente dura e resistente, vermelha com pintas pretas, utilizada na confecção de objetos de luxo.

## Etimologia
"Muirapinima" vem do tupi mirapi'nima.